# 尼费恩-厄舍尔布龙
尼费恩-厄舍尔布龙是德国巴登-符腾堡州的一个市镇。总面积22.02平方公里，总人口11826人，其中男性5628人，女性6198人（2011年12月31日），人口密度537人/平方公里。